# Kalifornische Kettennatter
Die Kalifornische Kettennatter (Lampropeltis californiae) ist eine Schlangenart aus der Familie der Nattern, die westlich der Kontinentalen Wasserscheide in den USA und im Nordwesten von Mexiko beheimatet ist. Sie kommt in Kalifornien, im Süden von Oregon, im Westen und Süden von Nevada, im Süden von Utah, in Arizona und in Mexiko auf der Halbinsel Baja California und in Sonora vor.

## Merkmale
Die Kalifornische Kettennatter ist eine relativ große Natternart, die in der Regel eine Länge von 76 bis 122 cm, in seltenen Fällen auch 200 cm erreichen kann. Die Anzahl der Bauchschuppen liegt bei 213 bis 255, Männchen haben 46 bis 63 Subcaudalen, während bei Weibchen 44 bis 57 Subcaudale gezählt wurden. Die vergrößerte Analschuppe ist einteilig. Auf der Körpermitte verlaufen 23 bis 25 Dorsalschuppenreihen. Alle Schuppen sind glatt. Von anderen Kettennattern kann die Kalifornische Kettennatter am besten durch ihre Färbung unterschieden werden. Im größten Teil ihres Verbreitungsgebietes zeigt sie auf einer schwarzen oder dunkelbraunen Grundfärbung ein Muster von 21 bis 44 weißen oder hellgelben Querbändern, die sich zur Bauchseite hin verbreitern. Entlang der Pazifikküste von Los Angeles bis San Diego haben die Schlangen oft einen schmalen, weißen Rückenstreifen, der vom Nacken bis zum Schwanz reicht. In den mexikanischen Bundesstaaten Sonora und Sinaloa werden öfters einfarbig schwarze Exemplare ohne eine Musterung gefunden.

## Systematik

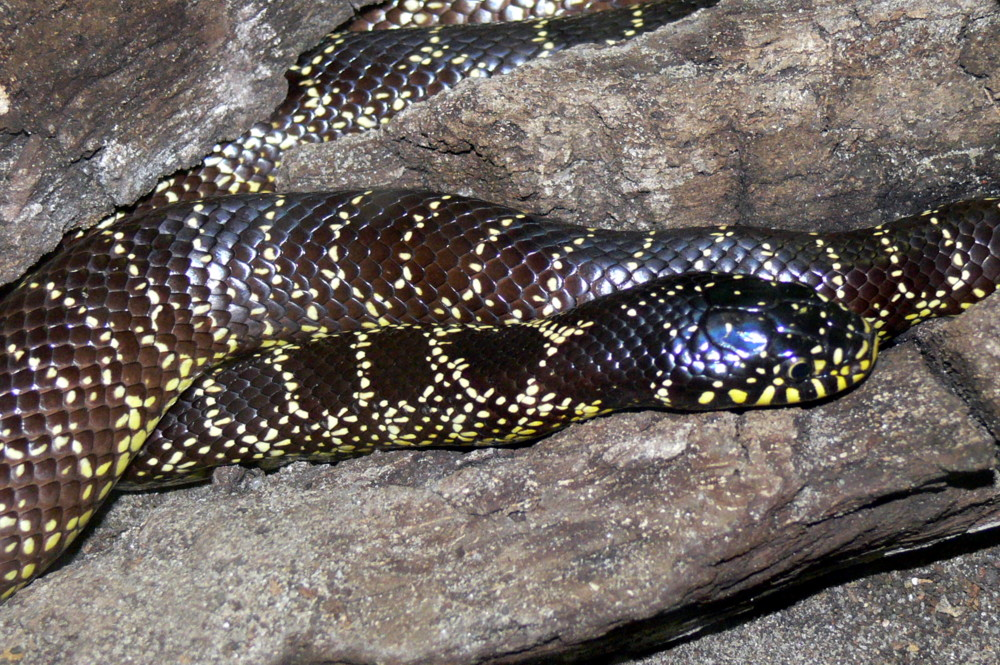
Wüstenkettennatter (Lampropeltis splendida)

Die Kalifornische Kettennatter wurde 1835 durch den französischen Zoologen Henri Marie Ducrotay de Blainville als Coluber californiae erstmals wissenschaftlich beschrieben. Sie galt lange Zeit als Unterart der Ketten-Königsnatter (Lampropeltis getula), erhielt 2009 aber den Status einer eigenständigen Art. Ihre Schwesterart ist die im zentralen nördlichen Mexiko, im Südwesten von Texas und im Süden von New Mexico vorkommende Wüstenkettennatter (Lampropeltis splendida) von der sie sich vor 3,44 bis 1,11 Millionen Jahren getrennt hat. Die aus Kalifornischer Kettennatter und Wüstenkettennatter gebildete Klade trennte sich vor 2,62 bis 7,32 Millionen Jahren von der zur Ketten-Königsnatter führenden Linie.

## Die Kalifornische Kettennatter als invasive Art
Ende der 1990er Jahre verbreitete sich die Kalifornische Kettennatter invasiv auf Gran Canaria, was zu einem deutlichen Rückgang der Populationen der Gran-Canaria-Rieseneidechse, des Gestreiften Kanarenskinks und des Gestreiften Kanarengeckos führte. Auf Gran Canaria wird die Schlange seit vielen Jahren bekämpft, es wurden bereits mehrere tausend Exemplare gefangen. Im Sommer 2022 wurden zwei Exemplare in Südbaden (unabhängig voneinander bei Offenburg und bei Freiburg) nachgewiesen. Einerseits wird eine häufigere Sichtung anlässlich weiterer Aussetzungen wegen beispielsweise gestiegener Energiepreise nicht ausgeschlossen, andererseits eine rasante Verbreitung in Deutschland aufgrund kalter Winter und der späten Geschlechtsreife der Tiere nicht befürchtet. Anfang August des Jahres 2022 wurde die Kalifornische Kettennatter auf die Unionsliste invasiver Arten gesetzt. Anfang August 2025 wurde ein Exemplar auf Teneriffa gefangen, es wird befürchtet, dass sich auch dort eine Population befindet. 